# 萊昂斯 (紐約州普查規定居民點)
萊昂斯（英語：Lyons）是位於美國紐約州韋恩縣的普查規定居民點。

## 人口
根據2020年美國人口普查的數據，萊昂斯的面積為10.70平方千米，當中陸地面積為10.50平方千米，而水域面積為0.20平方千米。當地共有人口3989人，而人口密度為每平方千米372.8人。